# Tectaria nicaraguensis
Tectaria nicaraguensis là một loài thực vật có mạch trong họ Dryopteridaceae. Loài này được (E. Fourn.) C. Chr. miêu tả khoa học đầu tiên năm 1934.